# CIVIS
CIVIS es un servicio ferroviario español que opera Renfe Cercanías, en el que los trenes únicamente efectúan parada en las principales estaciones del trayecto, constituyendo un tipo de servicio semidirecto que evita detenerse en todas las estaciones de la línea como hacen el resto de servicios. Este tipo de tren existe en la mayoría de los núcleos.

## CIVIS en Cercanías Madrid
Los trenes CIVIS del núcleo de Cercanías Madrid suelen operar en horario punta de mañana desde la periferia hacia Madrid y en horario de tarde desde Madrid a la periferia. De lunes a viernes laborables existe este servicio en las líneas siguientes:
| Línea | Recorrido                                   |
| ----- | ------------------------------------------- |
|       | Guadalajara - Fuente de la Mora - Chamartín |
|       | Aranjuez - Chamartín                        |
| /     | El Escorial - Villalba - Chamartín          |

Excepcionalmente existía los sábados, un servicio especial que realizaba el trayecto Chamartín <> San Martín de la Vega dando servicio al Parque de Ocio de Warner situado en dicha localidad, efectuando parada sólo en algunas estaciones del recorrido. Con el cierre de la línea C3a entre Pinto y San Martín de la Vega este servicio fue suprimido.

### CIVIS C-2 Guadalajara-Madrid-Chamartín
En la línea C-2 circulan CIVIS por sentido entre Guadalajara y Chamartín. La curiosidad de este CIVIS es que no pasa por la estación de Atocha, sino que entra a la ciudad por el norte atravesando Sanchinarro hasta llegar a la estación de Chamartín, lo que supone un ahorro de tiempos de viaje.
Tras las obras de remodelación del túnel de Recoletos en 2019, la frecuencia de estos trenes fue aumentada a un CIVIS por hora, reforzándose en horas puntas y añadiendo a su recorrido paradas en las estaciones de Meco, Alcalá Universidad y San Fernando. Algunos de estos CIVIS continúan su recorrido más allá de Chamartín hasta la estación de Atocha, vía túnel de Recoletos.
- Guadalajara
- Azuqueca
- Meco
- Alcalá Universidad
- Alcalá de Henares
- Torrejón de Ardoz
- San Fernando
- Fuente de la Mora
- Chamartín

Existía un Civis Universitario para los estudiantes de la Universidad de Alcalá desde octubre de 2004, que salía de la estación de Madrid-Chamartín a las 08:23 para llegar a la estación Alcalá de Henares-Universidad 32 minutos después y su recorrido era:
- Chamartín
- Fuente de la Mora
- Torrejón de Ardoz
- Alcalá de Henares
- Alcalá de Henares Universidad
- Azuqueca
- Guadalajara

Además, el último CIVIS diario continua su trayecto hasta Sigüenza con carácter de Regional, aunque con material de Cercanías (Regional Cadenciado). La unidad que realiza dicho servicio volvía al día siguiente a Madrid realizando el primer Regional Sigüenza-Madrid del día, aunque al contrario que el resto de regionales y los CIVIS, no utiliza  la línea de contorno, sino que entre Guadalajara y Madrid sigue el trayecto típico de la C-2 por Vallecas, con parada en todas las estaciones.

### CIVIS C-3 Madrid-Chamartín-Aranjuez
En la línea C-3 circulan 3 trenes CIVIS entre Aranjuez y Chamartín y 3 entre Chamartín y Aranjuez. 
- Chamartín
- Nuevos Ministerios
- Sol
- Atocha
- El Casar
- Pinto
- Valdemoro
- Ciempozuelos
- Aranjuez

### CIVIS C-8a/C-10 Madrid-Chamartín-Villalba-El Escorial
En la línea C-8a/C-10 circulan 4 trenes CIVIS por sentido entre Villalba/El Escorial y Chamartín:
- Chamartín
- Nuevos Ministerios
- Recoletos
- Atocha
- Méndez Álvaro
- Delicias
- Pirámides
- Príncipe Pío
- Aravaca
- Pozuelo
- Las Rozas
- Pinar
- Villalba
- San Yago
- Las Zorreras
- El Escorial

## CIVIS en Cercanías Murcia/Alicante

### CIVIS C-1 Alicante-Murcia
En la línea C-1 de este núcleo circulan 6 trenes CIVIS al día en sentido Murcia y 7 en sentido Alicante, que realizan las siguientes paradas:
- Alicante-Terminal
- San Gabriel
- Elche Parque
- Elche Carrús
- Callosa de Segura
- Orihuela
- Murcia del Carmen

## CIVIS en Cercanías Asturias
En la línea C-1 de este núcleo circulan 3 trenes CIVIS al día entre Gijón y Oviedo y viceversa. En la línea C-3 1 tren entre Avilés y Oviedo y viceversa. Realizan las siguientes paradas:

### CIVIS C-1 Gijón-Llamaquique
- Gijón-Sanz Crespo
- Calzada de Asturias
- Lugo de Llanera   (*)
- Lugones   (*)
- La Corredoria     (*)
- Oviedo
- Llamaquique

(*) Solo para el primer Civis diario.

### CIVIS C-1 Llamaquique-Gijón
- Llamaquique
- Oviedo
- Calzada de Asturias
- Gijón-Sanz Crespo

### CIVIS C-3 Llamaquique-Avilés
- Llamaquique
- Oviedo
- Los Campos
- Villalegre
- La Rocica
- Avilés

### CIVIS C-3 Avilés-Llamaquique
- Avilés
- La Rocica
- Villalegre
- Los Campos
- Lugo de Llanera
- Lugones
- La Corredoria
- Oviedo
- Llamaquique

## CIVIS en Cercanías Valencia
De lunes a viernes laborables existen los siguientes servicios CIVIS en cada línea.

### CIVIS C-6 Valencia-Castellón de la Plana/Vinaroz
En esta línea circulan 5 trenes CIVIS entre Valencia y Castellón de la Plana en cada sentido con el siguiente esquema de paradas (las paradas con un asterisco son del único tren CIVIS que cubre el servicio entre Valencia y Vinaroz):
- Valencia-Estación del Norte
- Valencia-Cabañal
- Puzol
- Sagunto
- Nules-Villavieja
- Villarreal
- Castellón de la Plana
- Benicasim *
- Oropesa del Mar *
- Torreblanca *
- Alcalá de Chivert *
- Benicarló-Peñíscola *
- Vinaroz *

El único CIVIS que circula a Vinaroz hace exactamente el mismo recorrido solo que a partir de Castellón efectúa paradas en todas las estaciones antes de Vinaroz

## Civis Rodalies de Catalunya
Por la mañana, existe en la línea R2 un único tren Civis entre San Vicente de Calders y Barcelona-Estación de Francia.
El tren en cuestión circula de forma directa entre Sitges y Barcelona Sants. En 2011 desapareció la denominación Civis de este tren aunque seguía circulando y en 2020 dejó de circular este tren.
El tren efectúa el siguiente recorrido: 
- Sant Vicente de Calders

- Calafell

- Segur de Calafell

- Cunit

- Cubellas

- Villanueva y Geltrú

- Sitges

- Barcelona Sants

- Paseo de Gracia

- Barcelona-Estación de Francia

## Civis en Cercanías Bilbao
Desde el día 7 de enero de 2025, 16 trenes Civis (8 por cada sentido) circulan para las Cercanías de Bilbao. 
Las estaciones en las que el tren se detiene son las de Bilbao-Abando, Miribilla, Bidebieta-Basauri, Arrigorriaga, Ugao-Miraballes, Areta, Llodio, Amurrio y Orduña. 